# Peter Baumgartner (Eishockeyspieler)
Peter Baumgartner (* 22. Juli 1986 in Vilsbiburg) ist ein deutscher Eishockeyspieler, der zuletzt beim EV Landshut in der DEL2 auf der Position des Verteidigers spielte.

## Karriere
Peter Baumgartner begann seine Karriere als Eishockeyspieler in der Nachwuchsabteilung des EV Landshut, für den er von 2002 bis 2004 in der Deutschen Nachwuchsliga aktiv war. In der Saison 2003/04 gab er zudem für die Profimannschaft der Landshut Cannibals sein Debüt in der 2. Eishockey-Bundesliga. Auch in der folgenden Spielzeit blieb der Verteidiger in Landshut und durfte zudem in einem Spiel für den ERC Ingolstadt in der Deutschen Eishockey Liga auflaufen. Nach einem Jahr bei den Moskitos Essen in der 2. Bundesliga, wechselte der gebürtige Bayer zum EC Peiting in die drittklassige Oberliga.
Die Saison 2007/08 verbrachte Baumgartner bei den Hannover Indians in der Oberliga. Für diese konnte er in insgesamt 59 Spielen 49 Scorerpunkte erzielen, woraufhin er die Möglichkeit erhielt wieder in die 2. Bundesliga zurückzukehren. Dort erhielt er einen Vertrag bei den SERC Wild Wings. Für die Saison 2009/10 wurde der Rechtsschütze von den Hannover Scorpions aus der DEL verpflichtet. Bei diesen kam er regelmäßig zum Einsatz, vor allem in den Playoffs, in denen er elf Spiele für die Scorpions bestritt und mit seiner Mannschaft erstmals in seiner Laufbahn Deutscher Meister wurde. Während der gesamten Spielzeit stand er parallel für die Fishtown Penguins in der 2. Bundesliga auf dem Eis, um Spielpraxis zu sammeln. Zur Saison 2011/12 kehrte er zu den Hannover Indians in die 2. Bundesliga zurück.
Seit 2012 spielt Baumgartner für die Löwen Frankfurt in der Oberliga-West. Im Mai 2013 wurde bekannt gegeben, dass Baumgartner zur Saison 2013/14 zum SC Riessersee in die DEL2 wechselt. Zur Saison 2014/15 wechselte Baumgartner innerhalb der Liga zu seinem Heimatverein EV Landshut.

## Erfolge und Auszeichnungen
- 2010 Deutscher Meister mit den Hannover Scorpions

## Statistik
(Stand: Ende der Saison 2010/11)